# Università di San Pedro Sula
LUniversità di San Pedro Sula (USAP) è un'università privata situata a San Pedro Sula, in Honduras. Fondata il 15 novembre 1977, è nata da un'iniziativa di imprenditori, professionisti e leader culturali di spicco, guidati da Jorge E. Jaar, che durante una tavola rotonda d'affari a San Pedro Sula immaginarono la creazione della prima università privata del paese. Fu la prima università privata in Honduras e iniziò le sue attività il 1º dicembre 1977.

## Storia
L'USAP è stata fondata da una visione di Jorge Emilio Jaar con l'obiettivo di offrire opportunità educative di alto livello a tutti gli studenti honduregni. Sotto la guida di Ricardo J. Jaar, promuove l'eccellenza accademica, l'inclusione e lo sviluppo sostenibile.

## Programmi accademici
Attualmente offre più di 30 corsi di laurea in varie aree disciplinari. Promuove l'apprendimento permanente e allinea i suoi programmi alle esigenze del mercato globale.

### Lauree triennali
- Architettura (STEM)
- Ingegneria gestionale agricola (STEM)
- Amministrazione aziendale
- Amministrazione finanziaria e bancaria
- Gestione delle risorse umane
- Gestione aziendale e imprenditorialità
- Ingegneria commerciale (STEM)
- Scienze della comunicazione e pubblicità
- Ingegneria industriale (STEM)
- Ingegneria delle operazioni e logistica (STEM)
- Ingegneria dei processi industriali (STEM)
- Ingegneria dei sistemi industriali (STEM)
- Ingegneria elettronica (STEM)
- Giurisprudenza
- Design grafico (STEM)
- Ingegneria dell'animazione e design digitale
- Marketing
- Marketing e design digitale
- Marketing e media digitali
- Gestione del turismo
- Ingegneria dell'analisi dati e BI (STEM)
- Ingegneria della tecnologia informatica (STEM)
- ICT (STEM)
- Sviluppo di applicazioni (STEM)
- Informatica gestionale (STEM)
- Amministrazione IT (STEM)
- E-Business (STEM)

### Diplomi tecnici
- Tecnico in gestione della produzione
- Tecnico in design grafico
- Tecnico in gestione delle vendite
- Tecnico in turismo
- Tecnico in Big Data (STEM)

### Master
- Master in gestione industriale (STEM)
- Master in diritto processuale civile
- Master in amministrazione e gestione aziendale
- Specializzazione in data science e analytics (STEM)

## Collaborazioni internazionali
Dal 2024, l'USAP è alimentata da Arizona State University (ASU) e Cintana Education. Questa unione rafforza i suoi programmi con curricula internazionali, docenti ospiti e ricerca congiunta.

## Innovazione e sostenibilità
USAP è pioniera nella sostenibilità accademica in Honduras. Il suo campus produce quasi il 50% dell'energia consumata da pannelli solari e ospita una foresta protetta che compensa oltre 390 tonnellate di CO2 ogni anno.

## Leadership in elettromobilità
Nel 2024 ha lanciato il primo diploma accademico in elettromobilità in collaborazione con iMotors e Maxus.

## Media e iniziative educative
USAP è sede di CampusTV, la prima televisione HD educativa dell'Honduras, fondata nel 2008.

## Impatto sociale e riconoscimenti
Nel 2006 USAP ha ricevuto il premio *La Concordia* da GIZ/GTZ per la sua responsabilità sociale d'impresa. È membro fondatore della FUNDAHRSE. Ha ottenuto il riconoscimento "Sello Verde" dal Comune di San Pedro Sula.

## Direzione
- Presidente esecutivo: Ricardo J. Jaar
- Rettore: Senén E. Villanueva